# Agrotis exigua
Agrotis exigua är en fjärilsart som beskrevs av Vincenz Kollar 1844. Agrotis exigua ingår i släktet Agrotis och familjen nattflyn. Inga underarter finns listade i Catalogue of Life.